# Mistrovství Evropy v zápasu ve volném stylu 2005
Mistrovství Evropy v zápasu ve volném stylu za rok 2005 proběhlo v Paláci kultury a sportu ve Varně, Bulharsko ve dnech 12.-15. dubna 2005.

## Česká stopa
- -51 kg – Šárka Andrlová
- -59 kg – Martina Zyklová
- -63 kg – Michaela Křížková

## Program
- ÚT – 12.04.2005 – muži (−60 kg, −74 kg, −96 kg)
- ST – 13.04.2005 – muži (−55 kg, −66 kg, −84 kg, −120 kg)
- ČT – 14.04.2005 – ženy (−48 kg, −55 kg, −63 kg, −72 kg)
- PA – 15.04.2005 – ženy (−51 kg, −59 kg, −67 kg)

## Výsledky

### Muži
| Kategorie | Zlato                           | Stříbro                 | Bronz                     | Bronz                   |
| --------- | ------------------------------- | ----------------------- | ------------------------- | ----------------------- |
| −55 kg    | Ghenadie Tulbea (MDA)           | Radoslav Velikov (BUL)  | Besarion Gočašvili (GEO)  | Alexandr Kontojev (RUS) |
| −60 kg    | Vasyl Fedoryšyn (UKR)           | Didier Païs (FRA)       | Łukasz Góral (POL)        | Murad Ramazanov (MKD)   |
| −66 kg    | Serafim Barzakov (BUL)          | Elman Asgarov (AZE)     | Andrij Stadnyk (UKR)      | Albert Batyrov (BLR)    |
| −74 kg    | Nicolae Pâslaru (BUL)           | Sergej Vitkovskij (RUS) | Volodymyr Syrotin (UKR)   | Ahmet Gülhan (TUR)      |
| −84 kg    | Taras Daňko (UKR)               | Serhat Balcı (TUR)      | Lazaros Loizidis (GRE)    | Nauruz Temrezov (RUS)   |
| −96 kg    | Eldar Kurtanydze (GEO)          | Vincent Aka (FRA)       | Chadžimurat Gacalov (RUS) | Fatih Çakıroğlu (TUR)   |
| −120 kg   | Kuramagomed Kuramagomedov (RUS) | Vadim Tasojev (UKR)     | Ottó Aubéli (HUN)         | Stathis Topalidis (GRE) |

### Ženy
| Kategorie | Zlato                        | Stříbro                     | Bronz                       | Bronz                             |
| --------- | ---------------------------- | --------------------------- | --------------------------- | --------------------------------- |
| −48 kg    | Lorisa Óržaková (RUS)        | Iwona Matkowská (POL)       | Fani Psathasová (GRE)       | Anne-Catherine Deluntschová (FRA) |
| −51 kg    | Iryna Merleniová (UKR)       | Natalija Smirnovová (RUS)   | Vanessa Boubryemmová (FRA)  | Ana-Maria Pavălová (ROU)          |
| −55 kg    | Natalja Golcová (RUS)        | Anna Gomisová (FRA)         | Marija Jegorovová (BLR)     | Sylwia Bilenská (POL)             |
| −59 kg    | Ida-Theres Nerellová (SWE)   | Audrey Prietová (FRA)       | Julija Ratkevičová (BLR)    | Diletta Giampiccolová (ITA)       |
| −63 kg    | Monika Rogienová (POL)       | Olga Chilková (BLR)         | Mihaela Sadoveanuová (ROU)  | Nikola Hartmannová (AUT)          |
| −67 kg    | Kateryna Burmistrovová (UKR) | Jelena Perepjolkinová (RUS) | Lise Legrandová (FRA)       | Teresa Méndezová (ESP)            |
| −72 kg    | Anita Schätzleová (GER)      | Svetlana Martyněnková (RUS) | Vasilisa Marzaljuková (BLR) | Stanka Zlatevová (BUL)            |